# Pietro Mileti
(Pietro Mileti a Napoli il 15 maggio 1848)
Pietro Mileti (Grimaldi, 22 febbraio 1793 – Nocera Terinese, 12 luglio 1848) è stato un rivoluzionario e patriota italiano.

## Biografia
Apparteneva a una famiglia di patrioti della quale molti membri mostrarono insofferenza verso la monarchia borbonica: i suoi fratelli maggiori, Carlo e Raffaele, combatterono per la Repubblica napoletana del 1799; suo nipote, Carlo (1832-1892), fu mazziniano e garibaldino. Affiliato alla Carboneria, un'associazione segreta che nell'Italia Meridionale richiedeva la promulgazione di un Costituzione e l'instaurarsi di un regime parlamentare, Mileti fu arrestato dalla polizia del Regno delle Due Sicilie già nel 1815 e condannato a morte. Graziato nel 1820, partecipò poi ai moti del Cilento del 1828, con il conseguente obbligo a risiedere coattivamente a Cosenza, dove svolse la professione di insegnante di scherma presso il Real Collegio di Calabria Citeriore.
Nel 1844 fu condannato a otto mesi di carcere come fiancheggiatore dei fratelli Bandiera; liberato, lasciò Cosenza. Fu uno dei capi dell'insurrezione di Reggio Calabria del 1º settembre 1847 e fu nuovamente condannato a morte, pena poi commutata in ergastolo. Fu amnistiato nel gennaio del 1848, in occasione della concessione della costituzione da parte di Ferdinando II di Borbone (29 gennaio 1848).
Rimase a Napoli durante il breve periodo costituzionale e in particolare nel giorno inaugurale del Parlamento delle Due Sicilie (15 giugno 1848), giorno che avrebbe dovuto segnare l'inizio della svolta liberale del regno borbonico e che invece segnò un inasprimento della politica repressiva di Ferdinando II. La Costituzione, scritta da Bozzelli, non era piaciuta ai democratici (Poerio, Gabriele Pepe, ecc.), i quali, con le loro proteste, spinsero il primo ministro, Carlo Troya, a emendare la legge elettorale e a promettere che il nuovo Parlamento avrebbe provveduto a modificare ulteriormente la Costituzione. Le elezioni si svolsero dal 18 al 20 aprile, e la prima convocazione dell'assemblea era prevista a metà maggio. In questo periodo nelle piazze emerse la figura di Mileti che, a giudizio del Settembrini, era «antico uffiziale e maestro di scherma buono a combattere, ma di corto vedere, e facile ad accendersi». Il 15 maggio, alla seduta inaugurale dell'assemblea, però, i democratici non vollero giurare la Costituzione, temendo che non sarebbe più stata emendata. Mileti e La Cecilia uscirono fuori dall'aula e non esitarono ad alzare le barricate in via Toledo. L'azione si rivelò velleitaria: i rivoltosi furono sconfitti dalle truppe regie in poche ore, Ferdinando II sciolse il Parlamento, indisse nuove elezioni per il 15 giugno, da tenersi secondo la prima legge elettorale, formò un nuovo governo presieduto dal principe di Cariati. Mileti espatriò dapprima a Malta e poi in Calabria, dove organizzò la resistenza armata contro il nuovo governo.
La lotta armata si risolse nella sconfitta dei patrioti a Campotenese e a Castrovillari. Mileti riuscì a sfuggire alla cattura e riparare nella Valle del Savuto, dove si trovava peraltro anche il suo paese natale. Braccato da un corpo di 200 cacciatori comandati dal capitano Giuseppe Ghio fu ucciso dopo essersi difeso strenuamente.  Il suo cadavere fu decapitato e la testa esposta in pubblico a Cosenza «per ispirarvi terrore»; in realtà facendolo assurgere a simbolo della resistenza all'oppressione borbonica.